# Z Близнецов
Z Близнецов (лат. Z Geminorum) — одиночная звезда в созвездии Близнецов на расстоянии (вычисленном из значения параллакса) приблизительно 10927 световых лет (около 3350 парсеков) от Солнца. Видимая звёздная величина звезды — +12,4m.

## Характеристики
Z Близнецов — жёлтый гигант спектрального класса G5. Радиус — около 23,32 солнечной, светимость — около 183,736 солнечной. Эффективная температура — около 4401 К.
Ранее считалась переменной звездой*, но дальнейшие наблюдения переменности не подтвердили.